# Lijst van spelers van het Turkse voetbalelftal
Deze lijst van spelers van het Turks voetbalelftal geeft een overzicht van alle voetballers die minimaal veertig interlands achter hun naam hebben staan voor Turkije. Vetgedrukte spelers zijn in 2023 of 2024 nog voor de nationale ploeg uitgekomen.

## Overzicht
- Bijgewerkt tot en met interland tegen  Hongarije op 23 maart 2025.

| Naam speler            | Debuut | Laatst | Interlands | Goals |
| ---------------------- | ------ | ------ | ---------- | ----- |
| Rüştü Reçber           | 1994   | 2012   | 120        | 0     |
| Hakan Şükür            | 1992   | 2007   | 112        | 51    |
| Bülent Korkmaz         | 1990   | 2005   | 102        | 2     |
| Emre Belözoğlu         | 2000   | 2019   | 101        | 9     |
| Arda Turan             | 2006   | 2017   | 100        | 17    |
| Hakan Çalhanoğlu       | 2013   | 2025   | 97         | 21    |
| Tugay Kerimoğlu        | 1990   | 2007   | 94         | 2     |
| Alpay Özalan           | 1995   | 2005   | 90         | 4     |
| Hamit Altıntop         | 2004   | 2014   | 82         | 7     |
| Mehmet Topal           | 2008   | 2018   | 81         | 2     |
| Tuncay Şanlı           | 2002   | 2010   | 80         | 22    |
| Burak Yılmaz           | 2006   | 2022   | 77         | 31    |
| Ogün Temizkanoğlu      | 1990   | 2002   | 76         | 5     |
| Abdullah Ercan         | 1993   | 2003   | 71         | 0     |
| Oğuz Çetin             | 1988   | 1998   | 70         | 3     |
| Kaan Ayhan             | 2016   | 2025   | 69         | 5     |
| Nihat Kahveci          | 2000   | 2010   | 69         | 19    |
| Gökhan Gönül           | 2007   | 2019   | 66         | 1     |
| Ozan Tufan             | 2014   | 2021   | 65         | 9     |
| Fatih Akyel            | 1997   | 2004   | 64         | 0     |
| Volkan Demirel         | 2004   | 2014   | 63         | 0     |
| Caner Erkin            | 2006   | 2021   | 63         | 2     |
| Selçuk İnan            | 2006   | 2017   | 61         | 8     |
| Arif Erdem             | 1994   | 2003   | 60         | 11    |
| Servet Çetin           | 2003   | 2011   | 59         | 3     |
| Çağlar Söyüncü         | 2016   | 2024   | 56         | 2     |
| Recep Çetin            | 1988   | 1997   | 56         | 1     |
| Okan Buruk             | 1992   | 2005   | 54         | 8     |
| Merih Demiral          | 2018   | 2024   | 53         | 4     |
| Cenk Tosun             | 2013   | 2024   | 53         | 21    |
| Zeki Çelik             | 2018   | 2024   | 52         | 2     |
| Nuri Şahin             | 2005   | 2017   | 52         | 2     |
| Cengiz Ünder           | 2016   | 2024   | 51         | 16    |
| Fatih Terim            | 1975   | 1984   | 51         | 2     |
| Hakan Balta            | 2006   | 2016   | 50         | 2     |
| Gökdeniz Karadeniz     | 2003   | 2008   | 50         | 6     |
| Yıldıray Baştürk       | 1998   | 2008   | 49         | 2     |
| Ergün Penbe            | 1994   | 2006   | 49         | 0     |
| Hami Mandıralı         | 1987   | 1999   | 48         | 8     |
| Okay Yokuşlu           | 2015   | 2024   | 47         | 1     |
| Lefter Küçükandonyadis | 1948   | 1961   | 46         | 21    |
| Turgay Şeren           | 1950   | 1966   | 46         | 0     |
| Yusuf Yazıcı           | 2017   | 2024   | 45         | 3     |
| Tayfur Havutçu         | 1994   | 2004   | 45         | 6     |
| Cemil Turan            | 1969   | 1979   | 44         | 19    |
| Sabri Sarıoğlu         | 2006   | 2011   | 44         | 2     |
| Oğuzhan Özyakup        | 2013   | 2019   | 43         | 1     |
| Kerem Aktürkoğlu       | 2021   | 2024   | 42         | 11    |
| Tayfun Korkut          | 1995   | 2003   | 42         | 1     |
| Gökhan Keskin          | 1987   | 2005   | 41         | 1     |
| Ümit Özat              | 2000   | 2005   | 41         | 1     |
| Ümit Davala            | 1996   | 2004   | 41         | 4     |
| Hasan Şaş              | 1998   | 2006   | 40         | 2     |

TFF · A-internationals · Selecties · Bondscoaches · Turks vrouwenelftal · Olympisch elftal · Turkije U21 · Turkije U20 · Turkije U19 · Turkije U18 · Turkije U17 · Turkije U16
1923 – 1929 · 
1930 – 1939 · 
1940 – 1949 · 
1950 – 1959 · 
1960 – 1969 · 
1970 – 1979 · 
1980 – 1989 · 
1990 – 1999 · 
2000 – 2009 · 
2010 – 2019 ·
2020 − 2029
EK 1996 · 
EK 2000 · 
EK 2008 · 
EK 2016 ·
EK 2020 ·
EK 2024 · WK 1954 · WK 2002 · OS 1924 · 
OS 1928 · 
OS 1936 · 
OS 1948 · 
OS 1952 · 
OS 1960
1923 · 
1924 · 
1925 · 
1926 · 
1927 · 
1928 · 
1929 · 1930 · 
1931 · 
1932 · 
1933 · 1934 · 1935 · 
1936 · 
1937 · 
1938 · 1939 · 1940 · 1941 · 1942 · 1943 · 1944 · 1945 · 1946 · 1947 · 
1948 · 
1949 · 
1950 · 
1952 · 
1952 · 
1953 · 
1954 · 
1955 · 
1956 · 
1957 · 
1958 · 
1959 · 
1960 · 
1961 · 
1962 · 
1963 · 
1964 · 
1965 · 
1966 · 
1967 · 
1968 · 
1969 · 
1970 · 
1971 · 
1972 · 
1973 · 
1974 · 
1975 · 
1976 · 
1977 · 
1978 · 
1979 · 
1980 · 
1981 · 
1982 · 
1983 · 
1984 · 
1985 · 
1986 · 
1987 · 
1988 · 
1989 · 
1990 · 
1991 · 
1992 · 
1993 · 
1994 · 
1995 · 
1996 · 
1997 · 
1998 · 
1999 · 
2000 · 
2001 · 
2002 · 
2003 · 
2004 · 
2005 · 
2006 · 
2007 · 
2008 · 
2009 · 
2010 · 
2011 · 
2012 · 
2013 · 
2014 · 
2015 ·
2016 ·
2017 ·
2018 ·
2019 ·
2020 ·
2021 ·
2022 ·
2023 ·
2024
Albanië ·
Algerije ·
Andorra ·
Angola ·
Armenië ·
Australië ·
Azerbeidzjan ·
België ·
Bosnië en Herzegovina ·
Brazilië ·
Bulgarije ·
Canada ·
Chili ·
China ·
Colombia ·
Costa Rica ·
DDR ·
Denemarken ·
Duitsland ·
Ecuador ·
Egypte ·
Engeland ·
Estland ·
Ethiopië ·
Faeröer ·
Finland ·
Frankrijk ·
Georgië ·
Ghana ·
Gibraltar ·
Griekenland ·
Guinee ·
Honduras ·
Hongarije ·
Ierland ·
IJsland ·
Irak ·
Iran ·
Israël ·
Italië ·
Ivoorkust ·
Japan ·
Joegoslavië ·
Kameroen ·
Kazachstan ·
Kosovo ·
Kroatië ·
Letland ·
Libanon ·
Libië ·
Liechtenstein ·
Litouwen ·
Luxemburg ·
Maleisië ·
Malta ·
Moldavië ·
Montenegro · 
Nederland ·
Nieuw-Zeeland ·
Noord-Ierland ·
Noord-Macedonië ·
Noorwegen ·
Oekraïne ·
Oezbekistan ·
Oostenrijk ·
Pakistan ·
Paraguay ·
Polen ·
Portugal ·
Qatar · 
Roemenië ·
Rusland ·
San Marino ·
Saoedi-Arabië ·
Schotland ·
Senegal ·
Servië ·
Slovenië · 
Slowakije ·
Sovjet-Unie ·
Spanje ·
Syrië ·
Tsjechië ·
Tsjecho-Slowakije ·
Tunesië ·
Uruguay ·
Verenigde Staten ·
Wales ·
Wit-Rusland ·
Zuid-Afrika ·
Zuid-Korea ·
Zweden ·
Zwitserland
Brazilië (2002, 1) · 
Costa Rica (2002) · 
Duitsland (2008) · 
Italië (2021) · 
Kroatië (2008) · 
Kroatië (2016) · 
Portugal (2008) · 
Spanje (2016) · 
Tsjechië (2008) · 
Wales (2021) · 
Zwitserland (2008) · 
Zwitserland (2021)